# Истомина, Валентина Васильевна
Валенти́на (Варвара) Васи́льевна Исто́мина (урожд. Жбычкина; 1915, Донок, Новосильский уезд, Тульская губерния — 25 декабря 1994, Москва) — сержант государственной безопасности СССР (1940), сестра-хозяйка (экономка) при Секретаре ЦК ВКП(б)/КПСС И. В. Сталине в 1935—1953 годах.

## Биография
Валентина Васильевна Истомина родилась в 1915 году в селе Донок (Ульянинская; ныне Ульяновка Корсаковского района Орловской области) в крестьянской семье. Окончила 5 классов сельской школы. В восемнадцатилетнем возрасте приехала в Москву, где устроилась работать на фабрику, и обратила на себя внимание начальника охраны И. В. Сталина — Николая Власика, после чего была принята на службу (работу) кухаркой на Ближней даче. Со временем вышла замуж за Ивана Истомина, который тоже работал в военных структурах. Впоследствии Истомина настолько сблизилась с самим Сталиным и его окружением, что практически стала членом его семьи и находилась с ним неотлучно вплоть до его смерти. Сталин настолько доверял Истоминой, что позволял подавать еду или лекарства только ей.
После смерти Сталина 38-летняя Истомина была освобождена от должности и уволена из органов, но впоследствии восстановлена на работе в 9-м Управлении КГБ при СМ СССР. В июле 1959 года в звании младшего лейтенанта КГБ уволена в запас. Взяла на воспитание сына погибшего на войне брата. В годы перестройки категорически избегала контактов с журналистами, о своей работе на Ближней даче никому не рассказывала.

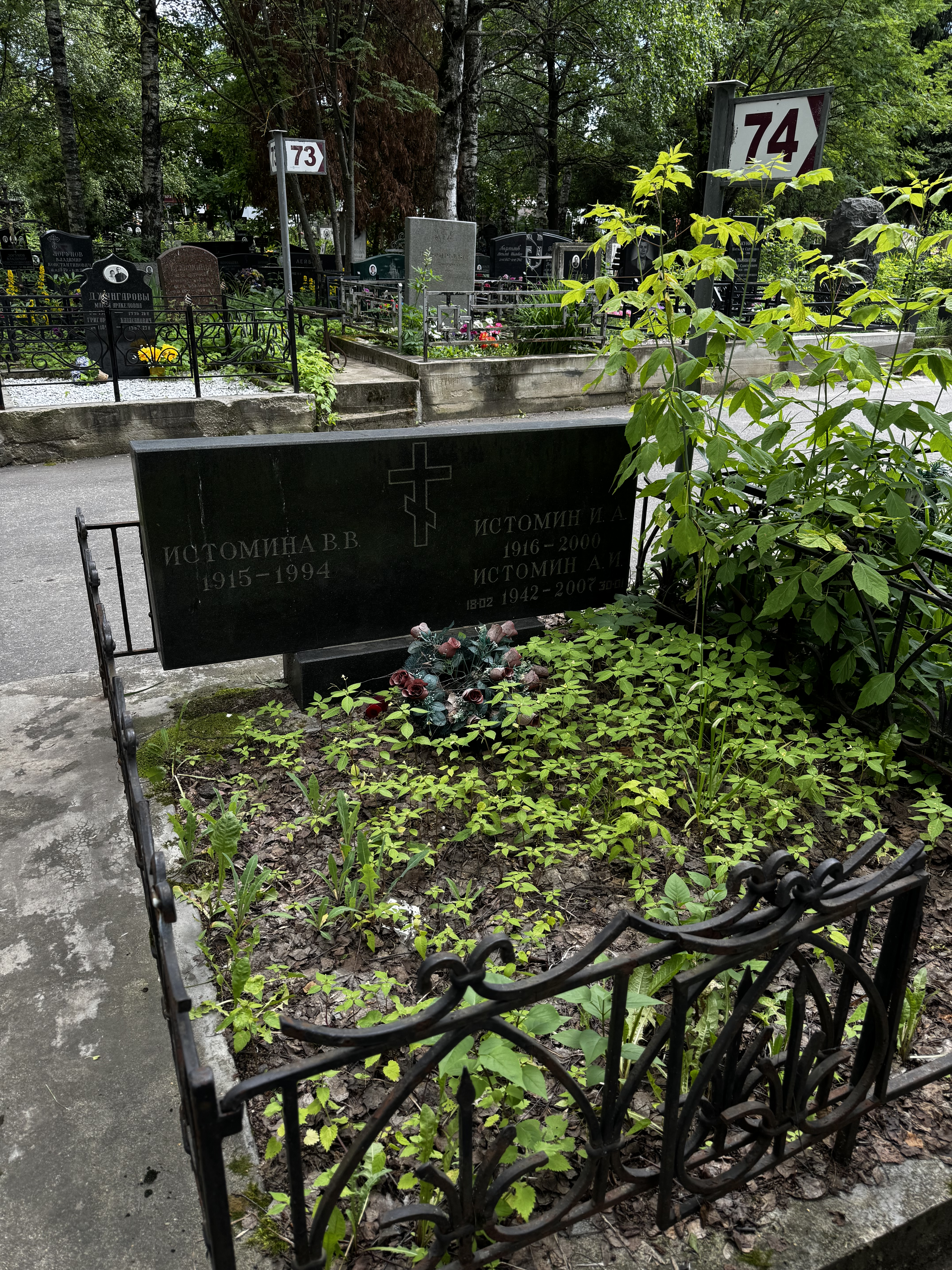
Могила Валентины Истоминой на Хованском кладбище

Валентина Истомина умерла от инсульта 25 декабря 1994 года, похоронена на Хованском кладбище, участок 74. В документах о захоронении записана под именем Варвара.

Трудовая и служебная деятельность:
- 1931-1933 гг. — штамповщица дерматиновой фабрики в г. Москве;
- 1933-1934 гг. — подсобная работница завода «Красный богатырь» в Москве;
- 1934-1935 гг. — красильщица фабрики № 5;
- 1936 г. — учащаяся курсов подавальщиц пролетарского физкультурного общества «Динамо»;
- 1936-1937 гг. — подавальщица Хозяйственного управления НКВД СССР;
- 1937-1939 гг. — подавальщица 1-го отдела ГУГБ НКВД СССР;
- 1940-1943 гг. — подавальщица 1-го отделения 1-го отдела НКГБ-НКВД СССР, член ВКП(б) с 1942 г.;
- 1943-1946 гг. — подавальщица 1-го отдела 6-го Управления НКГБ СССР;
- апрель 1946 — июль 1952 г. — подавальщица, сестра-хозяйка объекта № 1 комендатуры № 1 Управления охраны № 1 МГБ СССР;
- 25.07.1952 — сестра-хозяйка Главного дома дачи «Ближняя» подразделения № 1 Управления охраны МГБ СССР;
- 17.07.1953 — уволена из системы госбезопасности по сокращению штатов;
- 20.08.1953 — восстановлена на работе в 9-м Управлении МВД СССР в должности сестры-хозяйки ряда государственных особняков 9-го Управления КГБ при СМ СССР;
- август 1955 — февраль 1958 — сотрудник 1-й категории государственных особняков и дач 9-го управления КГБ при СМ СССР.
- 1.07.1959 — уволена в запас.

### Личная жизнь
В средствах массовой информации и популярной литературе начиная со времён перестройки неоднократно делались и делаются предположения и утверждения о том, что Истомина являлась любовницей или даже «тайной женой» Сталина в последние годы его жизни.
Ближайший соратник Сталина В. М. Молотов в беседе с Феликсом Чуевым высказался о ней очень обтекаемо:
Потом Валентина Истомина… Это уже на даче. Приносила посуду. А если была женой, кому какое дело?

## Награды
- орден Красной Звезды (16.09.1945 - за работу на Потсдамской конференции)[1][9]
- орден «Знак Почёта» (20.09.1943 - за образцовое выполнение заданий Правительства в условиях военного времени)[1][10]
- медали в том числе:
  - «За боевые заслуги» (24.02.1945 - за работу на Ялтинской конференции, 01.06.1951 - за выслугу лет)[1][11]
  - «За оборону Москвы» (1944)[1]
  - «За Победу над Германией в Великой Отечественной войне 1941—1945 гг.» (1945)[1]

## В кино
- Сталин. Live (2007, сериал), Валентина Истомина — Наталья Соколова
- Тайная жена Сталина (2007, сериал), Валентина Истомина — Наталья Соколова
- Власик. Тень Сталина (2017, сериал), Валентина Истомина — Ольга Вечкилёва